# Șoim dunărean

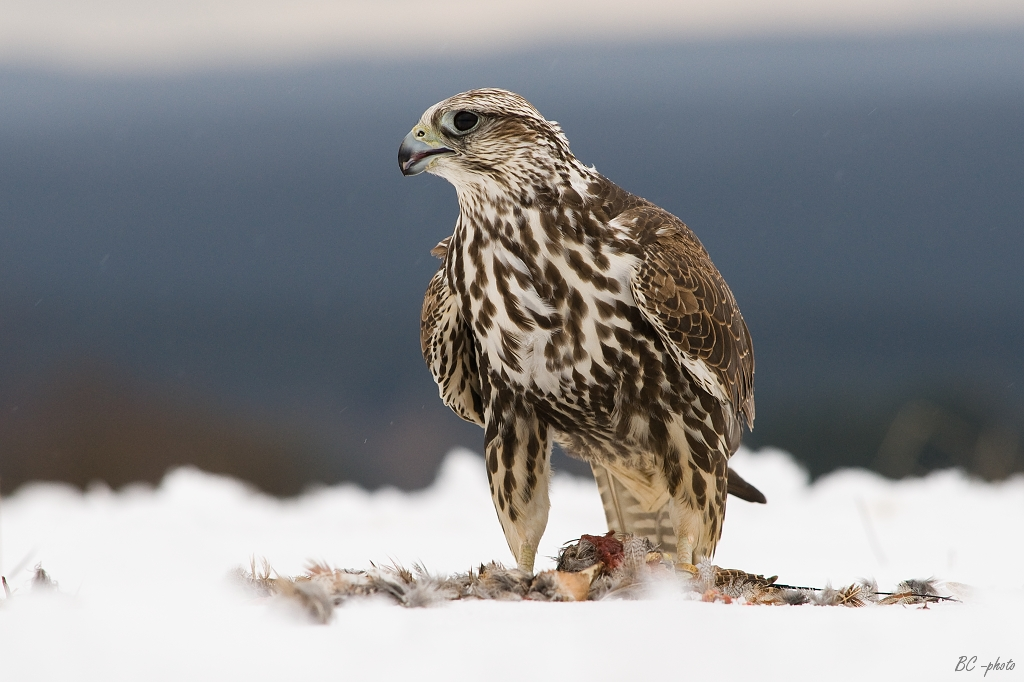
Falco cherrug

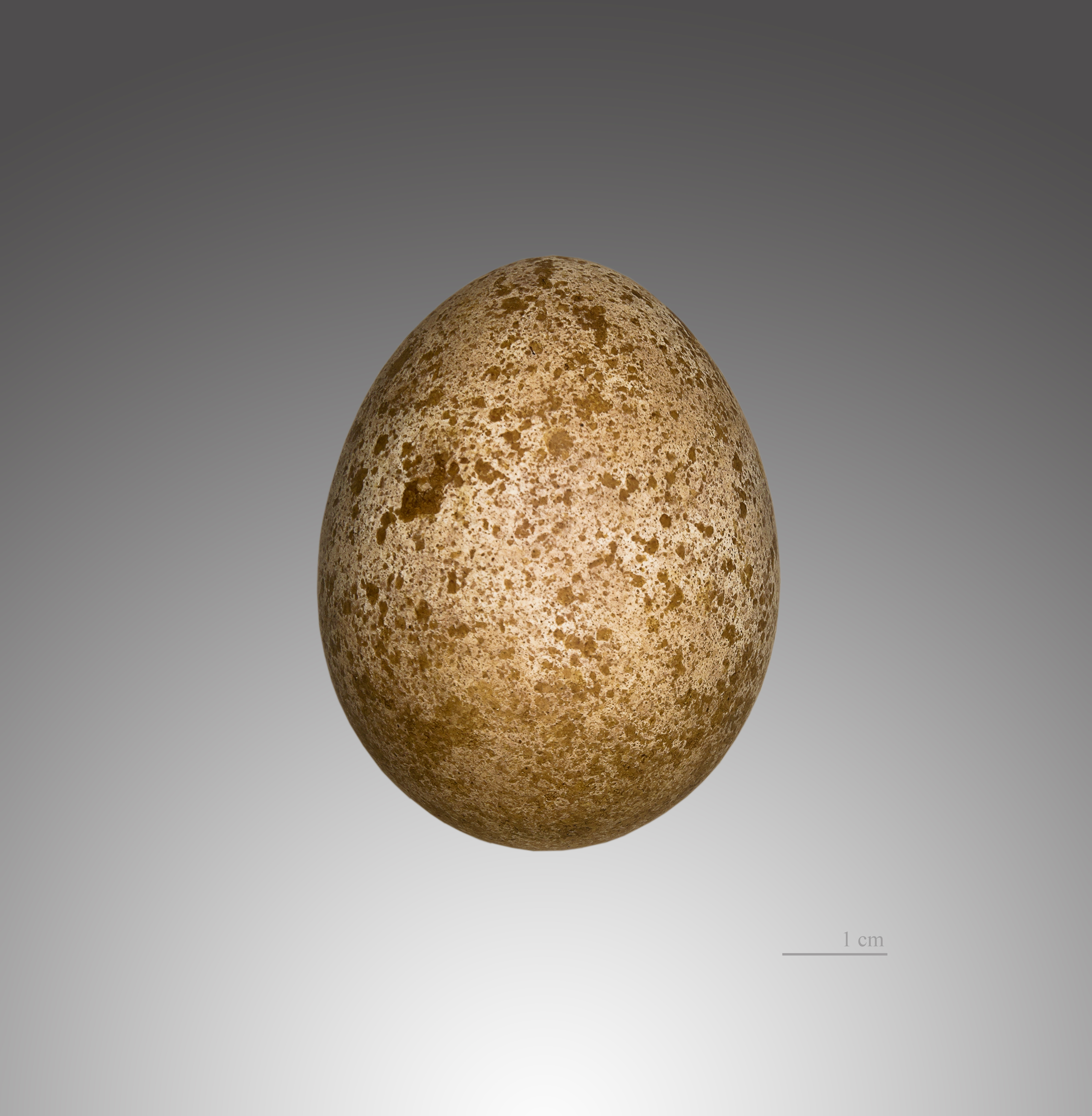
Falco cherrug

Falco cherrug (sau șoimul dunărean) este o specie de șoim pe cale de dispariție. În trecut specia a fost împărțită în mai multe subspecii, în prezent doar două dintre acestea fiind recunoscute de către ornitologi:
- Falco cherrug cherrug întâlnit din centrul-estul Europei până la fluviul Ienisei, Munții Altai și regiunile de stepă din Asia Centrală (China și nordul Mongoliei);
- Falco cherrug milvipes poate fi găsit în sudul Asiei Centrale.

## Descriere
Lungimea corpului variază între 45-55 cm și anvergura este de 105-130 cm. Masculii cântăresc 730-990 de grame, femelele 970-1300 de grame. Femelele sunt mai mari decât masculii însă diferențele nu se pot observa foarte ușor. Silueta este tipică de șoim, cu aripile lungi și înguste, coada lungă. Adultul are un colorit brun pe spate și aripi, albicios pe cap, abdomen și sub aripi, cu striuri maronii longitudinale. Juvenilul este mai închis pe spate, cu pete longitudinale maronii pe abdomen mai pregnante.
Cuibărește în arbori sau pe versanții stâncoși. În luna aprilie are loc depunerea pontei, formată din 3-4 ouă cafeniu deschis cu pete întunecate. La clocit participă ambele sexe, cu schimbul, timp de 28-30 de zile.

## Habitatul

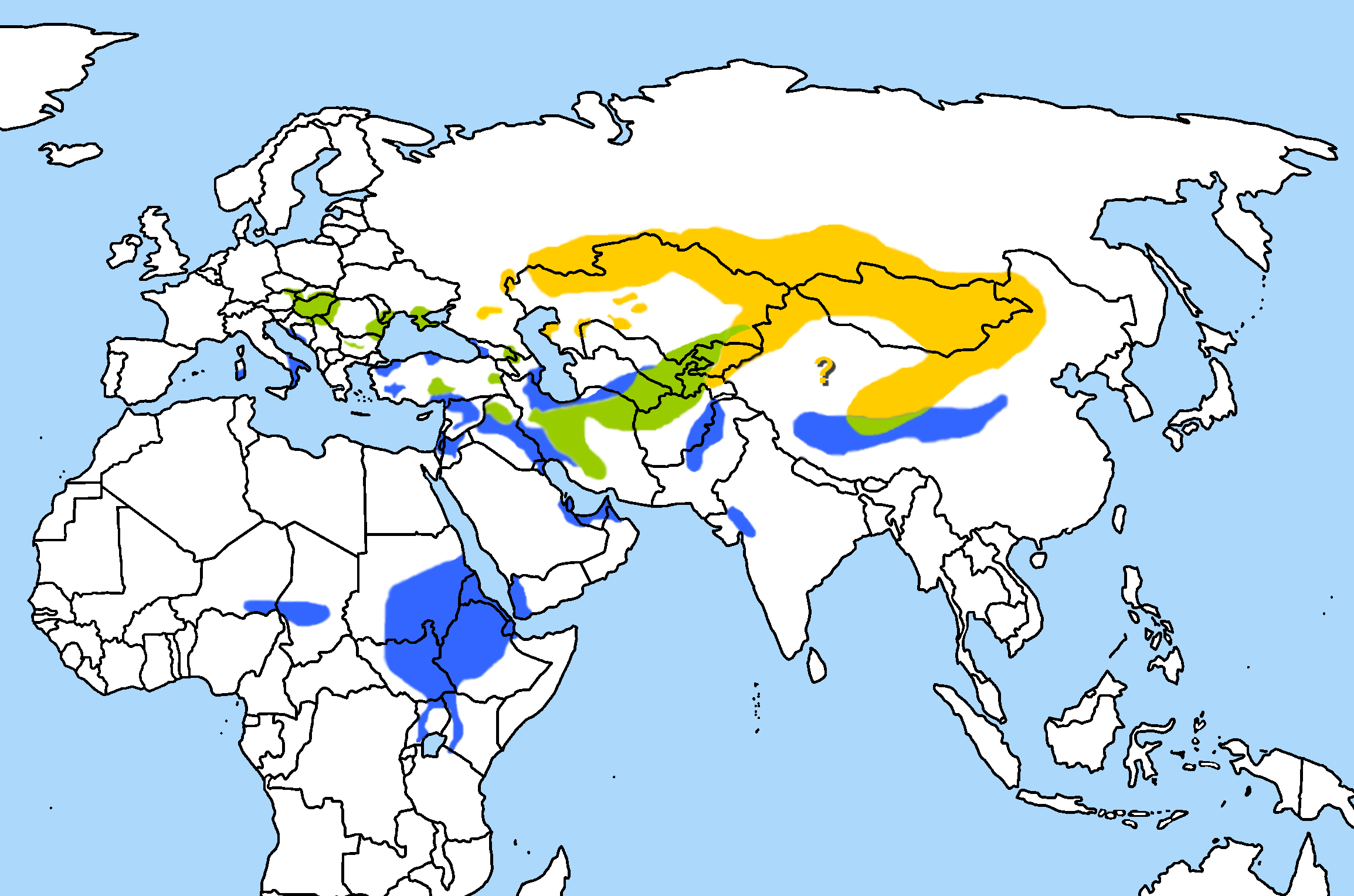
Arealul de răspândire al speciei Falco cherrug

Specia de șoim Falco cherrug se regăsește, într-o mare diversitate, în mai multe țări din Europa de Est și Asia, precum Austria, Ungaria, Cehia, Slovacia, Serbia și Muntenegru, Bulgaria, România, Republica Moldova, Ucraina, Turcia, Irak, Armenia, Rusia, Uzbekistan, Tadjikistan, Kirghizstan, Kazakhstan, Mongolia și China, migrând pentru iernat pe teritoriul altor peste 20 de țări din Europa, Asia și Africa.
Din păcate, șoimul dunărean a dispărut aproape în totalitate de pe teritoriul României, ultimele perechi cuibăritoare fiind depistate în Dobrogea și în județul Timiș.

## Caracteristici
Una dintre caracteristicile acestei specii de șoim este faptul că nu își construiește cuib. Astfel, în lipsa alternativei, o parte însemnată a perechilor de șoim dunărean își crește puii în cuiburi construite de alte păsări, pe stâlpii de înaltă tensiune.
Se hrănește în principal cu popândăi  (Spermophilus citellus) dar și cu păsări.

## Protejarea speciei
Specia Falco cherrug este listată în anexele diferitelor convenții internaționale pentru protecția păsărilor și este menționată pe Lista Roșie a speciilor pe cale de dispariție realizată de Uniunea Internațională pentru Conservarea Naturii (IUCN).
Convenția privind conservarea speciilor migratoare de animale sălbatice (cunoscută și sub denumirea de CMS sau Convenția de la Bonn) are drept obiectiv conservarea speciilor migratoare terestre, marine și de păsări în toată aria lor de răspândire. Este un tratat interguvernamental, încheiat sub egida programului pentru mediu al Organizației Națiunilor Unite, care vizează conservarea florei și faunei sălbatice și a habitatelor la scară mondială. Uniunea Europeană este parte la CMS începând din 1 noiembrie 1983. La cea de-a zecea reuniune a Conferinței părților la convenție, organizată la Bergen (Norvegia) în perioada 20-25 noiembrie 2011, Consiliul Uniunii Europene a propus includerea speciilor Falco cherrug și Falco vespertinus în apendicele I la Convenția privind conservarea speciilor migratoare de animale sălbatice, pentru a spori protecția celor două specii de păsări de pradă în întreaga lor arie de răspândire, inclusiv în afara Uniunii. Aceste specii se bucurau deja de o protecție adecvată în temeiul legislației Uniunii, inclusiv prin Directiva Păsări și Directiva Habitate.
Pe baza datelor colectate până în 2012 inclusiv de asociația BirdLife International, populația globală este estimată între 12.800 și 30.800 de exemplare mature, adică între 6.400 și 15.400 de perechi, în perioada 1993 - 2012 populația de Falco cherrug înregistrând un declin estimat până la 79%.
Statutul șoimului dunărean a fost schimbat în 2004 din „Aproape amenințat” în „Periclitat”, din cauza declinului masiv a populației cuibăritoare globale. Factorii periclitanți sunt, în principal: dispariția habitatului, lipsa locurilor de cuibărit, deranjul, electrocutarea, coliziunea cu firele de înaltă tensiune, braconajul, otrăvirea, diminuarea resurselor de hrană.
Un mod eficient de a proteja această specie, testat deja în unele țări europene, este acela de a amenaja cuiburi artificiale în zone ce abundă în surse de hrană dar nu oferă locuri de cuibărit.

## Exponat muzeistic
Muzeul "Vasile Pârvan" din Bârlad deține un exemplar de Șoim dunărean (Falco cherrug) naturalizat (împăiat), care provine din zona localității Măcin, județul Tulcea, de pe malul Brațului Măcin al Dunării.